# Rem als Jocs Olímpics d'Estiu de 1928 - Quatre amb timoner masculí
La competició del quatre amb timoner masculí va ser una de les set proves del programa de rem que es van disputar als Jocs Olímpics d'Estiu d'Amsterdam de 1928. La prova es va disputar entre el 3 i el 10 d'agost de 1928, amb la participació de 55 remers, procedents d'11 països diferents, ja que cada nació només podia aportar un vaixell en la prova.

## Medallistes
| Or                                                                                            | Plata                                                                        | Bronze                                                                                                  |
| ItàliaValerio Perentin · Giliante D'Este · Nicolò Vittori · Giovanni Delise · Renato Petronio | SuïssaErnst Haas · Joseph Meyer · Otto Bucher · Karl Schwegler · Fritz Bösch | PolòniaFranciszek Bronikowski · Edmund Jankowski · Leon Birkholc · Bernard Ormanowski · Bolesław Drewek |

## Programa
| Data                          | Horari | Ronda                   |
| ----------------------------- | ------ | ----------------------- |
| Divendres, 3 d'agost de 1928  |        | Ronda 1 Primera repesca |
| Dissabte, 4 d'agost de 1928   |        | Ronda 2                 |
| Dilluns, 6 d'agost de 1928    |        | Segona repesc           |
| Dimarts, 7 d'agost de 1928    |        | Quarts de final         |
| Dimecres, 8 d'agost de 1928   |        | Semifinal 1–2           |
| Dijous, 9 d'agost de 1928     |        | Semifinal 3             |
| Divendres, 10 d'agost de 1928 | 13:00  | Final                   |

## Resultats
Font: Resultats oficials; De Wael

### Primera ronda
Els guanyadors passaven a la segona ronda. Els perdedors competien en la primera repesca.

#### Primera ronda, sèrie 1
| Pos. | Remers                                                           | Timoner       | Nació  | Temps  | Notes |
| ---- | ---------------------------------------------------------------- | ------------- | ------ | ------ | ----- |
| 1    | Ernst Haas Joseph Meyer Otto Bucher Karl Schwegler               | Fritz Bösch   | Suïssa | 7:35.6 | Q     |
| 2    | Jean Ruffier des Aimés Henri Gatineau Léon le Cornu Georges Piot | André Decours | França | 7:42.0 | R     |

#### Primera ronda, sèrie 2
| Pos. | Remers                                                 | Timoner       | Nació      | Temps  | Notes |
| ---- | ------------------------------------------------------ | ------------- | ---------- | ------ | ----- |
| 1    | Sándor Hautzinger Zoltán Török László Bartók Béla Blum | Béla Zoltán   | Hongria    | 7:49.2 | Q     |
| 2    | Harold Ives L. G. Potter George Beaumont Bob Starkey   | Arthur Sulley | Regne Unit | 8:01.0 | R     |

#### Primera ronda, sèrie 3
| Pos. | Remers                                                                   | Timoner         | Nació   | Temps  | Notes |
| ---- | ------------------------------------------------------------------------ | --------------- | ------- | ------ | ----- |
| 1    | Franciszek Bronikowski Edmund Jankowski Leon Birkholc Bernard Ormanowski | Bolesław Drewek | Polònia | 7:31.6 | Q     |
| 2    | Kazuo Nose Makoto Tsushida Isamu Takashima Hachiro Sato                  | Tsukasa Sonobe  | Japó    | 7:49.0 | R     |

#### Primera ronda, sèrie 4
| Pos. | Remers                                                      | Timoner        | Nació        | Temps  | Notes |
| ---- | ----------------------------------------------------------- | -------------- | ------------ | ------ | ----- |
| 1    | Karl Golzo Hans Nickel Karl Hoffmann Werner Kleine          | Alfred Krohn   | Alemanya     | 7:19.8 | Q     |
| 2    | Allerton Cushman Charles Mason James Hubbard James Lawrence | Eugene Belisle | Estats Units | 7:20.0 | R     |

#### Primera ronda, sèrie 5
| Pos. | Remers                                                            | Timoner           | Nació   | Temps   | Notes |
| ---- | ----------------------------------------------------------------- | ----------------- | ------- | ------- | ----- |
| 1    | Jean Bauwens Theo Wambeke Alphonse De Wette Charles Van Son       | Maurice Delplanck | Bèlgica | 7:41.8  | Q     |
| 2    | Alexandre Devissi Louis Giobergia Charles Gardetto Émile Gardetto | Pierre Levesy     | Mònaco  | Unknown | R     |

#### Primera ronda, sèrie 6
| Pos. | Remers                                                          | Timoner         | Nació  | Temps  | Notes |
| ---- | --------------------------------------------------------------- | --------------- | ------ | ------ | ----- |
| 1    | Valerio Perentin Giliante D'Este Nicolò Vittori Giovanni Delise | Renato Petronio | Itàlia | 7:34.6 | Q     |

#### Primera repesca
Els guanyadors passaven a la següent ronda, però no podien disputar una segona repesca. Els perdedors eren eliminats. El Regne Unit no va disputar-la.

#### Primera repesca, sèrie 1
| Pos. | Remers                                                            | Timoner       | Nació  | Temps  | Notes |
| ---- | ----------------------------------------------------------------- | ------------- | ------ | ------ | ----- |
| 1    | Jean Ruffier des Aimés Henri Gatineau Léon le Cornu Georges Piot  | André Decours | França | 7:48.8 | Q     |
| 2    | Alexandre Devissi Louis Giobergia Charles Gardetto Émile Gardetto | Pierre Levesy | Mònaco | 8:02.4 |       |

#### Primera repesca, sèrie 2
| Pos. | Remers                                                      | Timoner        | Nació        | Temps  | Notes |
| ---- | ----------------------------------------------------------- | -------------- | ------------ | ------ | ----- |
| 1    | Allerton Cushman Charles Mason James Hubbard James Lawrence | Eugene Belisle | Estats Units | 7:43.0 | Q     |
| 2    | Kazuo Nose Makoto Tsushida Isamu Takashima Hachiro Sato     | Tsukasa Sonobe | Japó         | 7:51.4 |       |

### Segona ronda
Els guanyadors passaven a quarts de final. Els perdedors competien en la segona repesca, sempre i quan no haguessin disputat la primera. Si això passava quedaven eliminats.

#### Segona ronda, sèrie 1
| Pos. | Remers                                                      | Timoner           | Nació   | Temps  | Notes |
| ---- | ----------------------------------------------------------- | ----------------- | ------- | ------ | ----- |
| 1    | Jean Bauwens Theo Wambeke Alphonse De Wette Charles Van Son | Maurice Delplanck | Bèlgica | 7:55.4 | Q     |
| 2    | Sándor Hautzinger Zoltán Török László Bartók Béla Blum      | Béla Zoltán       | Hongria | 8:03.4 | R     |

#### Segona ronda, sèrie 2
| Pos. | Remers                                                          | Timoner         | Nació    | Temps  | Notes |
| ---- | --------------------------------------------------------------- | --------------- | -------- | ------ | ----- |
| 1    | Valerio Perentin Giliante D'Este Nicolò Vittori Giovanni Delise | Renato Petronio | Itàlia   | 7:41.6 | Q     |
| 2    | Karl Golzo Hans Nickel Karl Hoffmann Werner Kleine              | Alfred Krohn    | Alemanya | 8:04.4 | R     |

#### Segona ronda, sèrie 3
| Pos. | Remers                                                      | Timoner        | Nació        | Temps  | Notes |
| ---- | ----------------------------------------------------------- | -------------- | ------------ | ------ | ----- |
| 1    | Ernst Haas Joseph Meyer Otto Bucher Karl Schwegler          | Fritz Bösch    | Suïssa       | 7:46.4 | Q     |
| 2    | Allerton Cushman Charles Mason James Hubbard James Lawrence | Eugene Belisle | Estats Units | 7:49.4 |       |

#### Segona ronda, sèrie 4
| Pos. | Remers                                                                   | Timoner         | Nació   | Temps  | Notes |
| ---- | ------------------------------------------------------------------------ | --------------- | ------- | ------ | ----- |
| 1    | Franciszek Bronikowski Edmund Jankowski Leon Birkholc Bernard Ormanowski | Bolesław Drewek | Polònia | 7:47.6 | Q     |
| 2    | Jean Ruffier des Aimés Henri Gatineau Léon le Cornu Georges Piot         | André Decours   | França  | 7:50.8 |       |

#### Segona repesca
Els guanyadors passaven a la següent ronda. Els perdedors eren eliminats.
| Pos. | Remers                                                 | Timoner      | Nació    | Temps  | Notes |
| ---- | ------------------------------------------------------ | ------------ | -------- | ------ | ----- |
| 1    | Karl Golzo Hans Nickel Karl Hoffmann Werner Kleine     | Alfred Krohn | Alemanya | 6:58.4 | Q     |
| 2    | Sándor Hautzinger Zoltán Török László Bartók Béla Blum | Béla Zoltán  | Hongria  | 7:00.4 |       |

### Quarts de final
A partir d'aquest punt la competició es convertia en una eliminatòria pura, quedant eliminat el perdedor de la cursa.

#### Quarts de final 1
| Pos. | Remers                                                                   | Timoner           | Nació   | Temps  | Notes |
| ---- | ------------------------------------------------------------------------ | ----------------- | ------- | ------ | ----- |
| 1    | Franciszek Bronikowski Edmund Jankowski Leon Birkholc Bernard Ormanowski | Bolesław Drewek   | Polònia | 7:29.0 | Q     |
| 2    | Jean Bauwens Theo Wambeke Alphonse De Wette Charles Van Son              | Maurice Delplanck | Bèlgica | 7:30.2 |       |

#### Quarts de final 2
| Pos. | Remers                                                          | Timoner         | Nació    | Temps  | Notes |
| ---- | --------------------------------------------------------------- | --------------- | -------- | ------ | ----- |
| 1    | Valerio Perentin Giliante D'Este Nicolò Vittori Giovanni Delise | Renato Petronio | Itàlia   | 7:18.4 | Q     |
| 2    | Karl Golzo Hans Nickel Karl Hoffmann Werner Kleine              | Alfred Krohn    | Alemanya | 7:26.4 |       |

#### Quarts de final 3
| Pos. | Remers                                             | Timoner     | Nació  | Temps  | Notes |
| ---- | -------------------------------------------------- | ----------- | ------ | ------ | ----- |
| 1    | Ernst Haas Joseph Meyer Otto Bucher Karl Schwegler | Fritz Bösch | Suïssa | 8:02.4 | Q     |

### Semifinals
En un procediment insòlit, inexplicable a l'acta oficial, el perdedor de la primera semifinal va competir contra l'equip que va lliurar a la segona semifinal. El guanyador d'aquesta tercera semifinal va passar a la final de la medalla d'or (contra el guanyador de la primera semifinal), mentre el perdedor va guanyar la medalla de bronze.

#### Semifinal 1
| Pos. | Remers                                                          | Timoner         | Nació  | Temps  | Notes |
| ---- | --------------------------------------------------------------- | --------------- | ------ | ------ | ----- |
| 1    | Valerio Perentin Giliante D'Este Nicolò Vittori Giovanni Delise | Renato Petronio | Itàlia | 6:43.4 | Q     |
| 2    | Ernst Haas Joseph Meyer Otto Bucher Karl Schwegler              | Fritz Bösch     | Suïssa | 6:46.8 | S     |

#### Semifinal 2
| Pos. | Remers                                                                   | Timoner         | Nació   | Temps  | Notes |
| ---- | ------------------------------------------------------------------------ | --------------- | ------- | ------ | ----- |
| 1    | Franciszek Bronikowski Edmund Jankowski Leon Birkholc Bernard Ormanowski | Bolesław Drewek | Polònia | 7:29.4 | S     |

#### Semifinal 3
| Pos. | Remers                                                                   | Timoner         | Nació   | Temps  | Notes |
| ---- | ------------------------------------------------------------------------ | --------------- | ------- | ------ | ----- |
| 1    | Ernst Haas Joseph Meyer Otto Bucher Karl Schwegler                       | Fritz Bösch     | Suïssa  | 7:01.4 | Q     |
| 2 () | Franciszek Bronikowski Edmund Jankowski Leon Birkholc Bernard Ormanowski | Bolesław Drewek | Polònia | 7:12.8 |       |

### Final
| Pos. | Remers                                                          | Timoner         | Nació  | Temps  |
| ---- | --------------------------------------------------------------- | --------------- | ------ | ------ |
| 1    | Valerio Perentin Giliante D'Este Nicolò Vittori Giovanni Delise | Renato Petronio | Itàlia | 6:47.8 |
| 2    | Ernst Haas Joseph Meyer Otto Bucher Karl Schwegler              | Fritz Bösch     | Suïssa | 7:03.4 |